# The Last Sucker
A The Last Sucker az amerikai industrial metal együttes, a Ministry utolsó, tizenegyedik stúdióalbuma, a pályafutásukat végleg lezárni kívánó Cover Up című feldolgozáslemez előtt. Egyben Al Jourgensen anti-Bush trilógiájának utolsó darabja, a 2004-es Houses of The Molé és a 2006-os Rio Grande Blood után. A 2000-es évek Ministry albumaihoz hasonlóan, a The Last Sucker is thrash metal jegyeket visel magán.

## Az album dalai
1. "Let's Go" - 4:53 (Jourgensen, Quirin)
2. "Watch Yourself" - 5:29 (Jourgensen, Raven)
3. "Life Is Good" - 4:15 (Jourgensen, Quirin)
4. "The Dick Song" - 5:50 (Jourgensen, Quirin)
5. "The Last Sucker" - 5:59 (Jourgensen, Victor)
6. "No Glory" - 3:42 (Jourgensen, Victor)
7. "Death & Destruction" - 3:31 (Jourgensen, Quirin)
8. "Roadhouse Blues" - 4:26 (Morrison, Krieger, Manzarek, Densmore), (The Doors cover)
9. "Die in a Crash" - 4:03 (Jourgensen, Victor, Bell)
10. "End of Days (Part 1)" - 3:22 (Jourgensen, Victor, Raven, Bell)
11. "End of Days (Part 2)" - 10:25 (Jourgensen, Victor, Raven, Bell)

### Bonus Track-ek
- "Watch Yourself (The End is Here)" - 4:30
- "The Last Sucker (Remix)" - 3:44
- "Die in a Crash (Remix)" - 5:22 (iTunes exclusive)
- "No Glory (Remix)" - 4:49 (csak Napster letöltés)
- "Death & Destruction (Remix)" - 5:09 (Japán bonus track)